# 蔡彦敏
蔡彦敏（1961年—2016年9月19日）女，广东广州人，中华人民共和国诉讼法学家。曾任中山大学法学院教授、博士生导师。

## 生平
蔡彦敏1979年至1986年在中国政法大学先后攻读本科、硕士研究生，获得法学学士、法学硕士学位。2000年4月，在西南政法大学获法学博士学位。1986年7月来到中山大学法学院参加工作，历任助教、讲师、副教授、教授、博士生导师，曾任法律学系副主任、法学院副院长。先后兼任中国民事诉讼法学研究会副会长，中国诊所法律教育专业委员会副主任，广东省法学会常务理事，广东省诉讼法学研究会会长，广东省人大常委会立法顾问，广东省法官检察官遴选委员会委员，广东省人民检察院、广州市人民检察院专家咨询委员会委员，广东省 " 双百 " 活动法治宣讲专家等职务。曾为美国富布莱特项目访问学者，耶鲁大学世界研究员项目研究员，纽约大学高级访问学者。曾获得中华人民共和国教育部资助优秀青年教师基金、中山大学黄桂清奖励金、中山大学优秀共产党员称号等。
2016年9月19日，蔡彦敏在广州自杀坠楼身亡，享年55岁。